# Mona Brorsson
Mona Brorsson est une biathlète suédoise, née le 28 mars 1990 à Järnskog. Elle est championne olympique du relais en 2022.

## Biographie
Ses débuts internationaux ont lieu en 2010 pour les Championnats du monde junior.
Elle prend part à sa première épreuve de Coupe du monde en 2013 à Holmenkollen.
Dès la première course de la saison suivante, elle marque ses premiers points (39e de l'individuel d'Östersund). Quelques semaines plus tard, elle remporte la poursuite des Championnats d'Europe à Nové Město.
Lors de la saison 2014-2015, elle prend part à la majorité des épreuves. Elle signe son meilleur résultat lors des Championnats du monde, avec une 23e place sur l'individuel.
Elle continue d'améliorer ses performances en 2015-2016 avec notamment un premier top 20 lors de la poursuite de Presque Isle (17e), puis lors du sprint des Championnats du monde d'Oslo (6e).
Aux Jeux olympiques d'hiver de 2018, elle est 27e du sprint, 10e de la poursuite, 14e de l'individuel, 13e de la mass start, 11e du relais mixte et médaillée d'argent sur le relais mixte. Aux Championnats du monde 2019 à Östersund, elle réédite cette performance sur le relais avec la même équipe avec l'argent. Sur cette compétition, elle signe trois top six individuels dont une cinquième place au sprint.
Elle arrête sa carrière à l'issue de la saison 2023-2024.

## Palmarès

### Jeux olympiques
| Épreuve / Édition   | Individuel | Sprint | Poursuite | Départ en masse | Relais                             | Relais mixte |
| ------------------- | ---------- | ------ | --------- | --------------- | ---------------------------------- | ------------ |
| JO 2018 Pyeongchang | 14e        | 27e    | 10e       | 13e             | Médaille d'argent, Jeux olympiques | 11e          |
| JO 2022 Pékin       | 12e        | —      | —         | 21e             | Médaille d'or, Jeux olympiques     | —            |

Légende :
- — : non disputée par Brorsson

### Championnats du monde
| Épreuve / Édition                | Individuel | Sprint | Poursuite | Départ en masse | Relais                   | Relais mixte | Relais mixte simple              |
| Mondiaux 2015 Kontiolahti        | 23e        | 29e    | 39e       | —               | 9e                       | 16e          | Épreuve inexistante à cette date |
| Mondiaux 2016 Holmenkollen       | 29e        | 6e     | 39e       | 28e             | 10e                      | 12e          | Épreuve inexistante à cette date |
| Mondiaux 2017 Hochfilzen         | 44e        | 56e    | 46e       | —               | 6e                       | —            | Épreuve inexistante à cette date |
| Mondiaux 2019 Östersund          | 6e         | 5e     | 7e        | 14e             | Médaille d'argent, monde | —            | —                                |
| Mondiaux 2020 Antholz-Anterselva | 18e        | 33e    | 29e       | —               | 5e                       | —            | —                                |
| Mondiaux 2021 Pokljuka           | —          | 58e    | 53e       | —               | —                        | —            | —                                |
| Mondiaux 2023 Oberhof            | 29e        | 22e    | 15e       | 21e             | —                        | —            | —                                |
| Mondiaux 2024 Nové Město         | 9e         | 38e    | 39e       | 21e             | —                        | —            | —                                |

Légende :
- — : Non disputée par Brorsson
- : pas d'épreuve

### Coupe du monde
- Meilleur classement général : 14e en 2024.
- Meilleur résultat individuel : 2e.
- 21 podiums :
  - 2 podiums individuels : 1 deuxième place et 1 troisième place.
  - 16 podiums en relais : 3 victoires, 7 deuxièmes places et 6 troisièmes places.
  - 3 podiums en relais mixte : 3 troisièmes places.

Dernière mise à jour le 18 mars 2024

#### Classements annuels
| Saison    | Classement général final | Individuel | Sprint | Poursuite | Départ en masse |
| 2012-2013 | nc                       |            | nc     |           |                 |
| 2013-2014 | 102e                     | 59e        | nc     | nc        |                 |
| 2014-2015 | 62e                      | 37e        | 73e    | 59e       |                 |
| 2015-2016 | 37e                      | 32e        | 43e    | 31e       | 50e             |
| 2016-2017 | 42e                      | 31e        | 41e    | 40e       |                 |
| 2017-2018 | 41e                      | 13e        | 49e    | 39e       | -               |
| 2018-2019 | 19e                      | 30e        | 21e    | 23e       | 8e              |
| 2019-2020 | 20e                      | 19e        | 30e    | 13e       | 23e             |
| 2020-2021 | 28e                      | 36e        | 25e    | 42e       | 16e             |
| 2021-2022 | 16e                      | 4e         | 18e    | 18e       | 23e             |
| 2022-2023 | 45e                      | 66e        | 42e    | 51e       | 32e             |
| 2023-2024 | 14e                      | 25e        | 9e     | 16e       | 20e             |

### Championnats d'Europe
- Médaille d'or de la poursuite en 2014.
- Médaille d'or du sprint et du relais mixte en 2019.